# گوورجین‌لی (هوپا)
گوورجین‌لی (به لاتین: Güvercinli) یک منطقهٔ مسکونی در ترکیه است که در هوپا واقع شده‌است. گوورجین‌لی ۱۱۱ نفر جمعیت دارد.